# McGear
Albums de Mike McGear
Woman
(1972)
McGear est le deuxième album du musicien britannique Mike McGear (Peter McCartney de son vrai nom), publié en septembre 1974. Il résulte de la collaboration entre McGear et son frère, l'ex-Beatle Paul McCartney. Les deux musiciens s'étaient à l'origine retrouvés pour travailler ensemble sur un single, Leave It, et leur collaboration a finalement entraîné l'enregistrement d'un album complet. Le disque est enregistré avec la participation du groupe de McCartney, les Wings ; l'ex-Beatle coécrit également une partie des chansons.
Malgré un bon accueil critique, l'album ne s'est pas illustré d'un point de vue commercial et est généralement mentionné comme une extension de la carrière de Paul McCartney. Le single Leave It a pour sa part atteint la 34e place des charts britanniques. Le disque a été réédité à plusieurs reprises, en 1991 puis 1992, avec des pistes bonus.

## Liste des chansons
Toutes les chansons sont composées par Mike McGear et Paul McCartney sauf mention contraire.
1. Sea Breezes (Bryan Ferry) - 4:52
2. What Do We Really Know? (McCartney) – 3:28
3. Norton – 2:35
4. Leave It (McCartney) – 3:44
5. Have You Got Problems? – 6:16
6. The Casket (McCartney/Roger McGough) – 4:19
7. Rainbow Lady – 3:26
8. Simply Love You – 2:47
9. Givin' Grease a Ride – 5:35
10. The Man Who Found God on the Moon – 6:26
11. Dance the Do – 3:53 (édition CD)
12. Sweet Baby – 3:47 (édition CD)